# Consonne fricative bilabiale sourde
Cette page contient des caractères spéciaux ou non latins. S’ils s’affichent mal (▯, ?, etc.), consultez la page d’aide Unicode.
La consonne fricative bilabiale sourde est un son consonantique présent dans quelques langues parlées. Le symbole dans l’alphabet phonétique international est [ɸ]. Le symbole représente un phi minuscule (dans sa variante fermée).

## Caractéristiques
Voici les caractéristiques de la consonne fricative bilabiale sourde :
- son mode d'articulation est fricatif, ce qui signifie qu’elle est produite en contractant l'air à travers une voie étroite au point d’articulation, causant de la turbulence ;
- son point d’articulation est bilabial, ce qui signifie qu'elle est articulée avec les deux lèvres ;
- sa phonation est sourde, ce qui signifie qu'elle est produite sans la vibration des cordes vocales ;
- c'est une consonne orale, ce qui signifie que l'air ne s’échappe que par la bouche[réf. souhaitée] ;
- c'est une consonne centrale, ce qui signifie qu’elle est produite en laissant l'air passer au-dessus du milieu de la langue, plutôt que par les côtés[réf. souhaitée] ;
- son mécanisme de courant d'air est égressif pulmonaire, ce qui signifie qu'elle est articulée en poussant l'air par les poumons et à travers le chenal vocatoire, plutôt que par la glotte ou la bouche[réf. souhaitée].

## En français
Le français ne possède pas le [ɸ], même si certains locuteurs français rapprochent la prononciation du [f] vers celle du [ɸ] lorsqu'il est entre certaines voyelles antérieures (y, ø et œ) et une consonne bilabiale[réf. souhaitée].

## Autres langues
Le [ɸ] existe dans très peu de langues[réf. souhaitée].
- En latin, la lettre f se prononce [ɸ][1].
- Des langues d'Afrique de l'Ouest — avatime, ewe, lelemi, waci — l'emploient et l'écrivent avec la lettre ‹ Ƒ › (minuscule ‹ ƒ ›) dénommée F hameçon.
- L'hébreu mishnique le représente par la lettre פ (pe)[réf. souhaitée]. En hébreu moderne, cette lettre se prononce [p] ou [f][réf. souhaitée].
- On le rencontre, noté par f, dans la plupart des dialectes du breton ; il représente la mutation aspirée de [p] au début des mots : ma fenn (< penn) = ma tête[réf. souhaitée].
- Le japonais et le coréen se servent du [ɸ] comme allophone du [h] devant un [ɯ][réf. souhaitée].
- Certains dialectes de l'irlandais prononcent le [ɸ] comme allophone de [w][réf. souhaitée].
- En turkmène, le f se prononce ainsi[réf. souhaitée].
- L'espagnol en fait usage, chez certains locuteurs, en tant qu'allophone du [f] au début des mots[réf. souhaitée].

La consonne fricative bilabiale sourde peut être palatalisée [ɸʲ] en haoussa, paez, irlandais, ou anglo-irlandais de North Roscommon),.